# A Princesa e o Goblin
A Princesa e o Goblin (título em inglês, The Princess and the Goblin) é um conto infantil de George MacDonald. Foi publicado em 1872 pela Strahan & Co., com ilustrações em preto e branco de Arthur Hughes. A Strahan havia publicado a história e as ilustrações em uma série de contos na revista Good Words for the Young, em novembro de 1870.
Anne Thaxter Eaton escreve no seu livro A Critical History of Children's Literature (Uma História Crítica da Literatura Infantil) que A Princesa e o Goblin e a sua continuação "sugerem discretamente em cada acontecimento ideias de coragem e honra". Jeffrey Holdaway disse no New Zealand Art Monthly que ambos os livros começam como "um conto de fadas normal, mas lentamente ficam estranho" e que eles contêm simbolismos parecidos com o trabalho de Lewis Carroll.

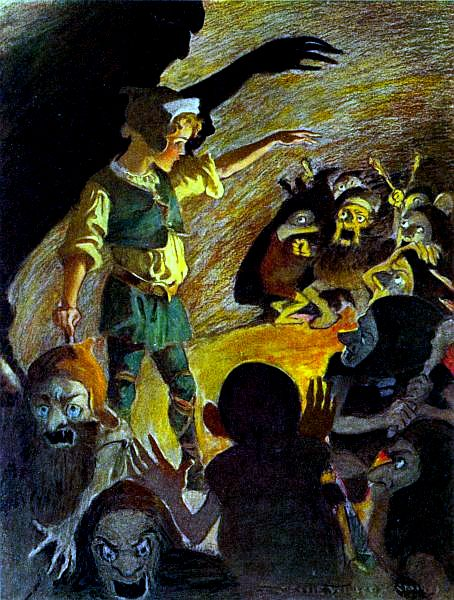
A Princesa e o Goblin de George MacDonald, ilustrado por Jessie Willcox Smith, 1920

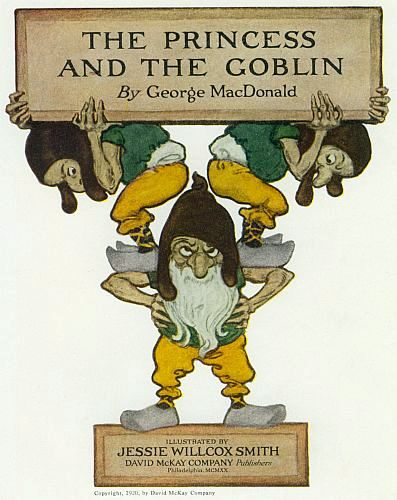
De A Princesa e o Goblin de George MacDonald, ilustrado por Jessie Willcox Smith, 1920

## Resumo
A Princesa Irene de oito anos vive sozinha em um castelo num reino selvagem, solitário e montanhoso, com apenas a companhia de sua babá, Lootie. Seu pai, o rei, geralmente está ausente, e sua mãe morreu. Ela não sabe que as minas próximas ao castelo são habitadas pelos goblins, uma raça que foi expulsa do reino há muito tempo e que agora busca ansiosamente a vingança contra os humanos. Em um dia chuvoso, a princesa explora o castelo e encontra uma senhora, que se identifica como tendo o mesmo nome dela e que é a sua tataravó. No dia seguinte, a Princesa Irene convence sua babá a levá-la para fora do castelo. Depois de escurecer elas são perseguidas pelos goblins e salvas por um jovem mineiro chamado Curdie, de quem Irene se torna amigo. No trabalho com os outros mineiros, Curdie ouve os goblins conversando, e ele descobre a fraqueza dos goblins: eles têm pés muito macios e vulneráveis. Curdie entra escondido no Grande Salão do palácio dos goblins para espionar a reunião deles, e consegue ouvir que eles planejam inundar a mina caso uma outra parte do plano não funcionar. Então ele leva essa notícia para seu pai. No palácio, a Princesa Irene machuca a mão, mas sua tataravó a cura. Uma semana depois Irene está indo ver sua tataravó de novo, mas fica assustada com um cato de pernas compridas, e foge para a montanha. Lá a luz da torre da sua tataravó consegue guiá-la para casa, e sua tataravó lhe dá um anel ligado a uma linha que só ela consegue ver, e a partir de então ela está sempre ligada com sua casa.
Quando Curdie explora o domínio dos goblins, ele é descoberto e consegue pisar nos pés deles, mas quando ele tenta pisar nos pés da Rainha ele se machuca porque os sapatos dela são de pedra. Os goblins colocam Curdie na prisão, pensando que ele vai morrer de fome, mas a linha mágica de Irene a leva até ele, e Curdie consegue roubar um dos sapatos de pedra da rainha dos goblins. Irene leva Curdie para conhecer sua tataravó, mas somente Irene pode vê-la. Um tempo depois, Curdie descobre que os goblins estão cavando um túnel em direção ao palácio do rei, e que planejam sequestrar a Princesa e fazê-la se casar com o príncipe goblin Harelip. Curdie tenta avisar os guardas do palácio, mas é levado à prisão e contrai uma febre por causa de uma ferida na perna, até que a tataravó de Irene o cura. Enquanto isso, os goblins surgem pelo chão do palácio e tentam sequestrar a princesa, mas Curdie escapa da prisão e pisa nos pés dos goblins. Após a retirada dos goblins, Irene é feita refém, mas Curdie segue a linha mágica até o lugar onde ela está e consegue trazê-la de volta para o rei. Quando os goblins inundam as minhas, a água entra no palácio e Curdie avisa os outros. Depois disso os goblins se afogam. O rei pede para que ele se torne um guarda-costas, mas Curdie se nega e diz que ele não pode deixar seus pais, e ganha um saiote vermelho para sua mãe como recompensa.

## Adaptações para o cinema
Nos anos 60, o conto foi adaptado para a série de animações Fractured Fairy Tales (Contos de Fadas Fragmentados) por Jay Ward. Nessa versão a raça dos goblins era de inocentes criaturas que viviam no subterrâneo. O horrível rei dos goblins se apaixona pela linda princesa, mas um príncipe a salva recitando poemas porque os goblins odeiam poemas.
Uma adaptação de longa-metragem do livro, dirigida pelo diretor József Gémes, foi lançada em 1992 no Reino Unido e em 1994 nos Estados Unidos. Essa co-produção húngaro-galês-japonesa, criada no PannóniaFilm em Budapeste, NHK no Japão e Siriol Productions na Grã-Betanha, estrelou as vozes de Joss Ackland, Claire Bloom, William Hootkins e Rik Mayall. O produtor de filmes, Robin Lyons, também escreveu o roteiro e fez a voz do Rei dos Goblins. Porém, não foi bem recebido pelo público nem pela crítica depois do lançamento nos EUA pela Hemdale Film Corporation em 1994, supostamente arrecadando apenas US$ 1,8 milhão no mercado interno e recebendo críticas principalmente negativas (comparado com o sucesso da Disney O Rei Leão que foi lançado no mesmo mês nos Estados Unidos).
O título do filme em holandês é "De Prinses van het Zonnevolk" (A Princesa e os Povos-do-sol), em islandês "Prinsessan og durtarnir" (A Princesa e os Trolls) e em francês "La princesse et la forêt magique" (A Princesa e a Floresta Mágica).

## Outras adaptações
- A Princesa e os Goblins também é um poema de Sylvia Plath (1932–1963).
- Shirley Temple interpretou a Princesa Irene em uma produção em seu programa de televisão. Embora a trama siga a mesma linha da história de MacDonald, ela encobre os elementos mais sombrios e tem um lado mais cômico. Irene e Curdie são representados como jovens adultos ao invés de crianças (com algumas notas de romance), e os goblins são perdoados dos seus maus feitos e se tornam melhores.
- Foi também um livro na coleção "100 Classic Books" (Os 100 Livros Clássicos) pela Nintendo DS.
- Twyla Tharp usou a história na sua peça de balé com o mesmo nome. Foi sua primeira peça a inserir crianças e foi co-comandada pelo Atlanta Ballet e Royal Winnipeg Ballet em 2012.

## Legado
A continuação do livro é A Princesa e Curdie.
- As representações dos goblins de J. R. R. Tolkien dentro das suas obras foram fortemente influenciadas pelos goblins de A Princesa e o Goblin. Tolkien 2003, pág. 108.
- No conto That Hideous Strength de C. S. Lewis, Elwin Ransom diz que vive "como o rei de Curdie", e depois no conto Jane Studdock lê "os livros de Curdie".
- G. K. Chesterton escreveu sobre A Princesa e o Goblin:

Eu, pelo menos, posso declarar um livro que fez a diferença em toda a minha existência, que me ajudou a ver as coisas de uma maneira diferente desde o início. Uma visão tão real das coisas que mesmo uma revolução, como uma mudança religiosa, substancialmente apenas coroou e confirmou. De todas as histórias que eu li, incluindo outras do mesmo autor, essa é a mais real, mais realística, no sentido exato da frase, o mais parecido com a vida. O nome do livro é A Princesa e o Goblin de George MacDonald, o homem que é o tema deste livro.— G. K. Chesterton, Introduction to George MacDonald and His Wife, página 1